# Indocypraea montana
Indocypraea montana ist die einzige Art der Pflanzengattung Indocypraea in der Unterfamilie Asteroideae innerhalb der Familie der Korbblütler (Asteraceae).

## Beschreibung

### Vegetative Merkmale
Indocypraea montana ist eine ausdauernde krautige Pflanze und erreicht Wuchshöhen von 0,3 bis 1, selten bis zu 3 Metern. Die oberirdischen Pflanzenteile sind rau behaart. Es werden Wurzeln an den Knoten (Nodien) der Stängel gebildet. Die aufrechten, gebogenen oder manchmal kletternden, kräftigen Stängel sind beblättert sowie kahl oder beschuppt.
Die gegenständig am Stängel verteilt angeordneten Laubblätter sind in Blattstiel und Blattspreite gegliedert. Der Blattstiel ist 1 bis 2 Zentimeter lang. Die einfache Blattspreite ist bei einer Länge von 4 bis 7 (3 bis 12) Zentimetern sowie bei einer Breite von 3 bis 4 (1 bis 7) Zentimetern eiförmig oder eiförmig-lanzettlich mit gerundeter oder keilförmiger Spreitenbasis und spitzem bis mehr oder weniger zugespitztem oberen Ende. Die Blattränder sind weich, kurz gesägt oder fein gekerbt. Die unterschiedlich grünen Blattflächen sind beide beschuppt oder mäßig oder spärlich anliegend, fein sowie weich flaumig behaart. Es sind meist drei Hauptnerven vorhanden.

### Generative Merkmale
Die Blütenzeit reicht je nach Standort von April bis Oktober. Auf den Stängeln stehen endständig meist einzeln bis zu dritt, selten bis zu fünft in dichasialen Gruppen jeweils auf sehr dünnen, mit einer Länge von 2 bis 6 (1 bis 12) Zentimetern kurzen bis langen, flaumig behaarten Korbschäften die körbchenförmigen Blütenstände.
Die scheibenförmigen Blütenkörbchen weisen einen Durchmesser von etwa 15 Millimetern auf. Die Korbhüllen (Involucrum) sind bei einer Höhe von 7 bis 10 Millimetern sowie einem Durchmesser von 4 bis 5 Millimetern glockenförmig und enthalten die Hüllblätter in zwei Reihen. Die äußeren Hüllblätter sind krautig, grün und bei einer Länge von 6 bis 8 Millimetern sowie bei einer Breite von etwa 2 Millimetern länglich oder lanzettlich mit stumpfen oder kurz spitzem oberen Ende sowie auf der Unterseite, also außen beschuppt oder flaumig behaart; sie sind länger als die inneren Hüllblätter und als die Scheibenblüten. Die inneren Hüllblätter sind knorpelig bis pergamentartig, hellgrün bis strohfarben, durchscheinend und bei einer Länge von 4 bis 5 Millimetern sowie bei einer Breite von 1 bis 1,5 Millimetern länglich oder lanzettlich mit spitzem oder zugespitztem oberen Ende; es ist eine gut entwickelte Mittelrippe, aber kein oder kaum erkennbare Rille vorhanden und ihre Flächen sind kahl oder spärlich kurz flaumig behaart, hauptsächlich auf der Mittelrippe und im oberen Bereich, der Rand kann bewimpert sein. Die steifen, ledrigen, strohfarbenen, durchscheinenden, flaumig behaarten Spreublätter sind bei einer Länge von 4 bis 5 Millimetern sowie bei einer Breite von 1,5 bis 2 Millimetern länglich oder lanzettlich und stark gefaltet mit einem unregelmäßig gezacktem bis etwas gelapptem oberen Ende und es ist kein gerillter Bereich erkennbar, aber eine schwache Mittelrippe.
Die Blütenkörbe enthalten meist sechs bis acht (vier bis zehn) Zungenblüten in einer Reihe und etwa zehn Röhrenblüten. Die fertilen weiblichen Zungenblüten (= Strahlenblüten) sind gelb, 4 bis 6 Millimeter lang sowie etwa 2 Millimeter breit, mit einer zwei- oder dreilappigen Zunge. Die meist zwittrigen, fertilen Röhrenblüten (= Scheibenblüten) sind gelb. Die Theken und Anhängsel der Staubbeutel sind schwarz.
Je Körbchen reifen vier bis acht Achänen. Selten sind die Achänen, vollreif sind meist rot und gelb oder seltener rot und gelb-braun marmoriert; darin unterscheidet sich diese Art von allen Gattungen, in die sie bisher gestellt wurde. Die bei einer Länge von 4 bis 5 Millimetern eiförmigen bis verkehrt-eiförmigen, etwas abgeflachten Achänen sind im oberen Bereich spärlich sowie winzig behaart und dimorph. Die äußeren Achänen sind dreikantig und die inneren sind zweikantig. Der Pappus ist sehr kurz becherförmig oder ringförmig und besteht nur aus an ihrer Basis verwachsenen, winzigen (bis zu 0,2 Millimeter langen) Schuppen mit ein oder zwei bis zu 1 Millimeter langen, oft etwas verlängerten weich gekrümmten „Grannen“ oder Krallen; darin unterscheidet sich diese Art von allen Gattungen, in die sie bisher gestellt wurde.

## Vorkommen
Indocypraea montana ist in Indien, Bhutan, Nepal, Myanmar, Thailand, Indonesien und in den chinesischen Provinzen Guangdong, Guangxi, Guizhou, Hainan, Sichuan sowie Yunnan verbreitet. Sie gedeiht oft in feuchten, schattigen Wäldern, an Ufern von Fließgewässern und am Straßenrändern. Indocypraea montana gedeiht in Höhenlagen von meist 500 bis 1200 (250 bis 3000) Metern. Sie kommt auf unterschiedlichen Böden von humus bis steinig vor.

## Systematik
Die Erstbeschreibung erfolgte 1826 unter dem Namen (Basionym) Verbesina montana durch Carl Ludwig von Blume in Bijdragen tot de flora van Nederlandsch Indië, Teil 15, Seite 911. Die Gattung Indocypraea Orchard wurde 2013 durch den australischen Botaniker Anthony Edward Orchard (* 22. Mai 1946), der am State Herbarium of South Australia tätig war, in The Wollastonia/Melanthera/Wedelia generic complex (Asteraceae: Ecliptinae), with particular reference to Australia and Malesia. In: Nuytsia, Volume 23, S. 430–431 aufgestellt. Der Gattungsname Indocypraea setzt sich aus dem lateinischen Indo- = „aus Indien, (Ost-Indien)“ und Cypraea, dem lateinischen Namen für Kaurischnecken. Die Achäne sieht Cypraea tigris ähnlich, die im gleichen Gebiet wie Indocypraea montana vorkommt. Für die neue Gattung erfolgte für die einzige Art die Neukombination zu Indocypraea montana (Blume) Orchard. Weitere Synonyme für Indocypraea montana (Blume) Orchard sind: Verbesina biflora Wall., Verbesina scaberrima Wall., Wollastonia montana (Blume) DC., Wedelia montana (Blume) Boerl., Wedelia wallichii Less., Wedelia urticifolia var. wallichii (Less.) DC., Wollastonia montana var. wallichii (Less.) H.Koyama, Wedelia urticifolia var. wightii DC., Wollastonia horsfieldiana Miq., Wedelia montana var. pilosa H.Koyama
Der Herbarbeleg von Verbesina montana, der als Isotypus durch Orchard ausgewählt wurde, trägt als Datum 1836, dies ist wohl das Datum, an dem es hinterlegt wurde und nicht das Datum der Aufsammlung.
2013 bearbeitete Orchard den Wollastonia DC. ex Decne. / Melanthera Rohr / Wedelia Jacq. Gattungskomplex und damit die Subtribus Ecliptinae, dabei wurde der Umfang dieser Gattungen wesentlich geändert. Indocypraea montana ist die einzige Art der Gattung Indocypraea. Die Gattung Indocypraea gehört zur Subtribus Ecliptinae aus der Tribus Heliantheae in der Unterfamilie Asteroideae innerhalb der Familie der Asteraceae. Die monotypische Gattung Indocypraea ist mit der monotypischen Gattung Acunniana am nächsten verwandt.